# Église San Frediano (Pise)
L'église San Frediano est un édifice religieux de la ville de Pise, en Italie.

## Histoire
Fondée par la famille Buzzaccherini-Sismondi, l'église est achevée en 1077. L'intérieur comporte un vaisseau partagé en trois nefs, divisées par deux rangées de colonnes. Plusieurs œuvres de Ventura Salimbeni y sont présentes,, ainsi qu'un crucifix peint datant de 1150 environ. Une Adoration des mages d'Aurelio Lomi y figure également.

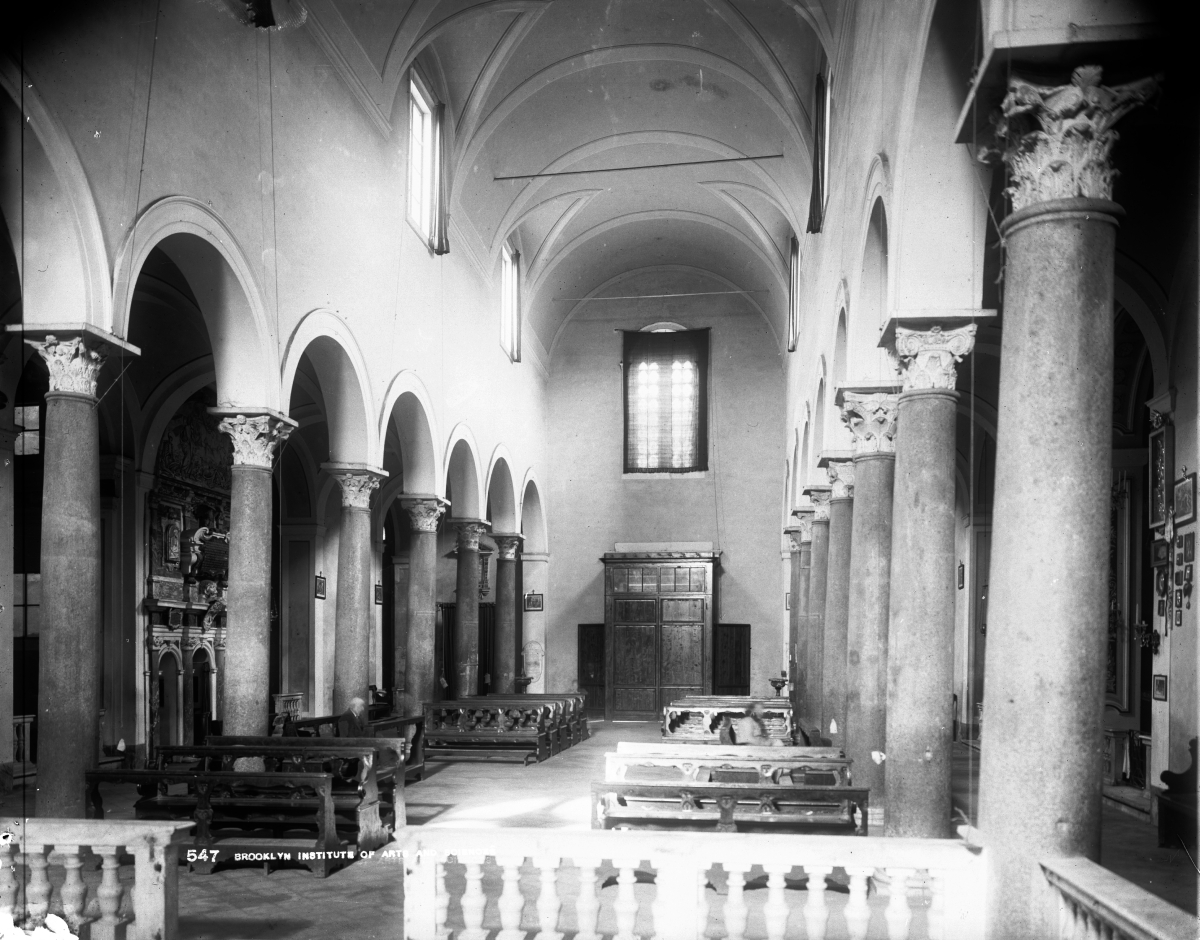
Intérieur en 1923.
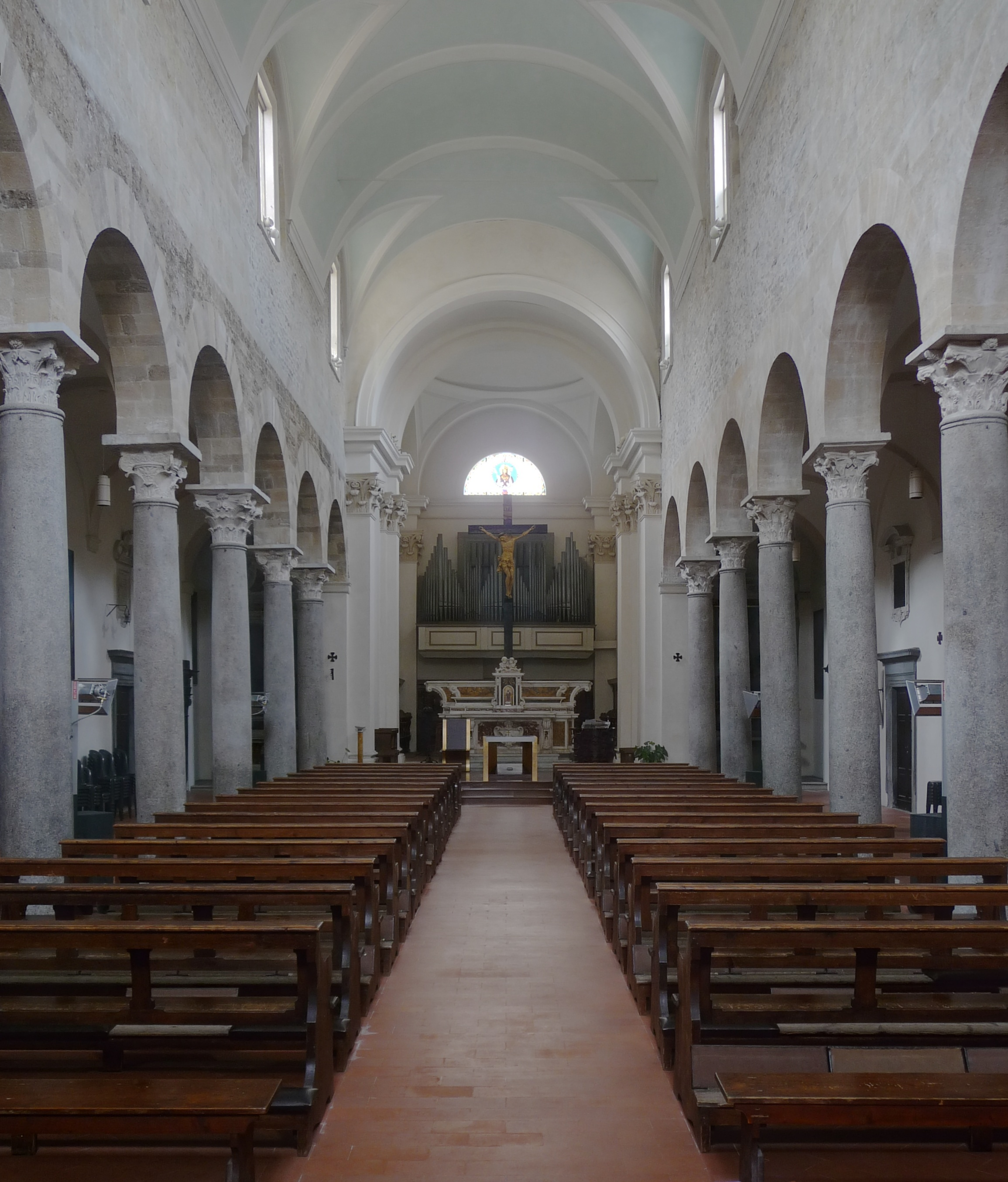
Intérieur actuel.
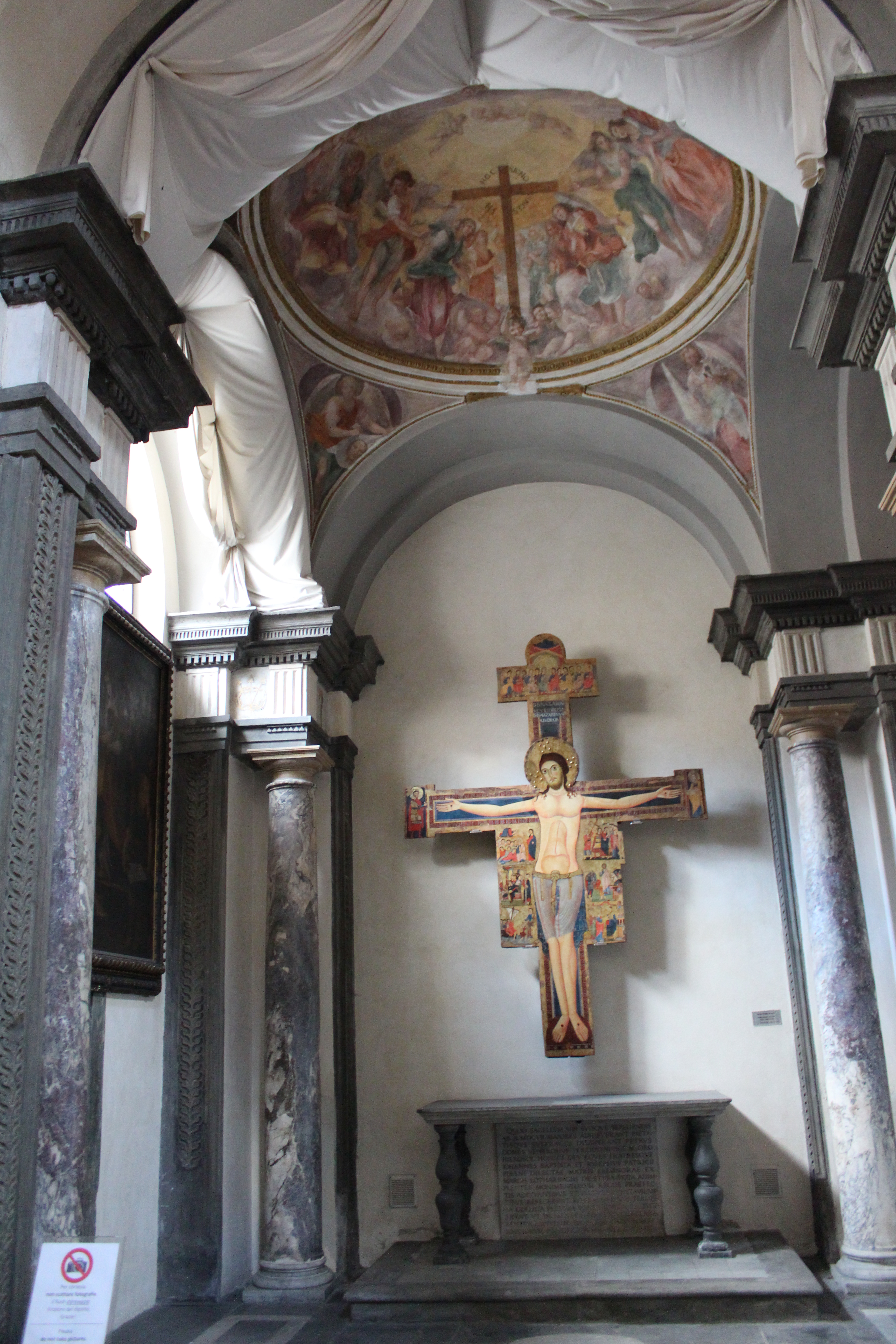
Le crucifix peint.